# Ammotrypane scaphigera
Ammotrypane scaphigera är en ringmaskart som beskrevs av Ehlers 1900. Ammotrypane scaphigera ingår i släktet Ammotrypane och familjen Opheliidae. Inga underarter finns listade i Catalogue of Life.